# Tadeusz Dembończyk
Tadeusz Dembończyk (* 23. Dezember 1955 in Tarnowskie Góry; † 11. Februar 2004) war ein polnischer Gewichtheber. Er gewann bei den Olympischen Sommerspielen 1980 in Moskau eine Bronzemedaille im Bantamgewicht.

## Werdegang
Tadeuasz Dembończyk stammt aus Tarnowskie Góry in Schlesien. Er begann dort als Jugendlicher mit dem Gewichtheben. Sein Entdecker und erster Trainer beim Sportclub Slaskie Tarnowskie Góry war Tadeusz Psiuk. Bei einer Größe von 1,55 Metern startete er im Bantam- oder im Federgewicht. Während seiner Gewichtheberlaufbahn war er Armeeangehöriger. In der polnischen Nationalmannschaft der Gewichtheber wurde er u. a. von Klemens Roguski und Jan Bochenek trainiert.
Im Jahre 1975 begann die internationale Karriere von ihm mit der Teilnahme an der Junioren-Weltmeisterschaft in Marseille, der ersten Weltmeisterschaft dieser Altersgruppe, die überhaupt stattfand. Er schaffte dort im Bantamgewicht im Zweikampf 240 kg (107,5–132,5) und wurde mit dieser Leistung Junioren-Weltmeister vor Chepin aus der Sowjetunion, 227,5 kg und Frank Mavius, DDR, 225 kg.
1976 nahm er an der Europameisterschaft der Senioren teil und belegte in Berlin im Bantamgewicht mit 235 kg (105–130) den 5. Platz. Für die Teilnahme an den Olympischen Spielen 1976 in Montreal konnte er sich nicht qualifizieren. Dort vertraten Leszek Skorupa und Grzegorz Cziura die polnischen Farben im Bantamgewicht.
1977 startete Tadeusz Dembończyk bei der Welt- und Europameisterschaft, die in Stuttgart stattfand. Im Bantamgewicht erzielte er dabei 245 kg (110–135) und kam damit in der Weltmeisterschaftswertung auf den 4. und in der Europameisterschaftswertung auf den 2. Platz. Weltmeister wurde Jiro Hosotani aus Japan mit 252,5 kg und Europameister Georgi Todorow aus Bulgarien mit 247,5 kg.
Bei der Europameisterschaft 1978 in Havířov steigerte sich Tadeusz Dembończyk im Zweikampf auf 252,5 kg (112,5–140), kam damit aber trotzdem nur auf den 4. Platz. Sieger wurde dort sein Landsmann Marek Seweryn, der 260 kg erreichte. Bei der Weltmeisterschaft des gleichen Jahres in Gettysburg, USA, unterliefen ihm im Reißen drei Fehlversuche, womit er ohne Zweikampfresultat unplatziert blieb. Im Stoßen kam er aber auf 142,5 kg und gewann damit in dieser Teildisziplin die WM-Silbermedaille.
Eine neue persönliche Bestleistung im Zweikampf erzielte Tadeusz Dembończyk bei der Europameisterschaft 1979 in Warna. Er erzielte dort im Bantamgewicht 260 kg (115–145) und wurde damit hinter Anton Kodschabaschew, Bulgarien, 262,5 kg, Vize-Europameister. In der Teildisziplin Reißen holte er sich mit 115 kg sogar den Europameistertitel. Auch bei der Weltmeisterschaft 1979 in Saloniki war er sehr erfolgreich, denn er erzielte dort im Zweikampf wieder 260 kg (117,5–142,5) und gewann damit hinter Anton Kodschabaschew, 267,5 kg u. Wiktor Weretennikow, UdSSR, 262,5 kg die WM-Bronzemedaille. Im Reißen wurde er mit 117,5 kg sogar Weltmeister.
Im Olympiajahr 1980 war er nur bei den Olympischen Spielen in Moskau am Start. Auf den Start bei der Europameisterschaft in Belgrad verzichtete er, um sich gut auf die Olympischen Spiele vorbereiten zu können. Diese Maßnahme erwies sich als richtig, denn er erzielte in Moskau im Bantamgewicht mit 265 kg (120–145) erneut eine persönliche Bestleistung und gewann damit die olympische Bronzemedaille im Zweikampf. In der Teildisziplin Reißen gewann er in der Weltmeisterschaftswertung mit 120 kg die Silbermedaille. Olympiasieger wurde Daniel Núñez aus Kuba mit 275 kg vor Jurik Sarkisjan aus der UdSSR mit 270 kg.
Danach startete er bei keiner internationalen Meisterschaft mehr. Er bekam im zunehmenden Alter Alkoholprobleme und ist bereits 2004, erst 49 Jahre alt, gestorben.

## Internationale Erfolge
| Jahr | Platz  | Wettbewerb                         | Gewichtsklasse | |
| 1975 | 1.     | Junioren-WM in Marseille           | Bantam         | mit 240 kg (107,5–132,5), vor Chepin, UdSSR, 227,5 kg u. Frank Mavius, DDR, 225 kg                                                                                          |
| 1976 | 1.     | Großer Preis von Berlin            | Feder          | mit 240 kg, vor Lipinski, DDR, 235 kg |
| 1976 | 5.     | EM in Berlin                       | Bantam         | mit 235 kg (105–130), hinter Norair Nurikjan, Bulgarien, 255 kg, Leszek Skorupa, Polen, 252,5 kg, Karel Prohl, Tschechoslowakei, 250 kg u. Imre Stefanovics, Ungarn, 250 kg |
| 1977 | 4.     | WM + EM (2.) in Stuttgart          | Bantam         | mit 245 kg (110–135), hinter Jiro Hosotani, Japan, 252,5 kg, Georgi Todorow, Bulgarien, 247,5 kg u. Tschen Man-Lin, China, 245 kg                                           |
| 1978 | 3.     | "Tsitsibakos"-Memorial in Athen    | Feder          | mit 250 kg (107,5–142,5), hinter Karajanidi, UdSSR, 252,5 kg u. Kovacs, Ungarn, 252,5 kr                                                                                    |
| 1978 | 5.     | Turnier der Freundschaft in Moskau | Feder          | mit 250 kg (107,5–142,5); Sieger: Nikolai Kolesnikow, UdSSR, 280 kg |
| 1978 | 4.     | EM in Havirov                      | Bantam         | mit 252,5 kg (112,5–140), hinter Marek Seweryn, Polen, 260 kg (117,5–142,5), Karel Prohl, 257,5 kg u. Stefan Dimitrow, Bulgarien, 255 kg                                    |
| 1978 | 1.     | Baltic-Cup in Wolfsburg            | Feder          | mit 260 kg (115–145), vor Marek Seweryn, 257,5 kg u. Bernhard Bachfisch, BRD, 252,5 kg                                                                                      |
| 1978 | unpl.  | WM in Gettysburg                   | Bantam         | nach 3 Fehlversuchen im Reißen, im Stoßen mit 142,5 kg dritter Platz; Sieger: Daniel Nunez, Kuba, 260 kg vor Marek Seweryn, 252,5 kg                                        |
| 1979 | 3.     | "Tsitsibakow"-Memorial in Athen    | Feder          | mit 260 kg (115–145), hinter Marek Seweryn, 265 kg u. Karjanidi, 262,5 kg                                                                                                   |
| 1979 | 2.     | EM in Warna                        | Bantam         | mit 260 kg (115–145), hinter Anton Kodschabaschew, Bulgarien, 262,5 kg (115–147,5), vor Imre Stefanovics, 257,5 kg (115–142,5)                                              |
| 1979 | 3.     | WM in Saloniki                     | Bantam         | mit 260 kg (117,5–142,5), hinter Anton Kodschabaschew, 267,5 kg (117,5–150) u. Wiktor Weretennikow, UdSSR, 262,5 kg (112,5–150), vor Daniel Nunez, 260 kg                   |
| 1980 | Bronze | OS in Moskau                       | Bantam         | mit 265 kg (120–145), hinter Daniel Nunez, 275 kg (125–150) u. Jurik Sarkisjan, UdSSR, 270 kg (112,5–157,5)                                                                 |
| 1981 | 4.     | Pokal der Freundschaft in Lwow     | Feder          | mit 260 kg, hinter Jurik Sarkisjan, 297,5 kg, Galabarow, Bulgarien, 275 kg u. Nowikow, UdSSR, 265 kg                                                                        |

## WM + EM-Einzelmedaillen
- WM-Goldmedaillen: 1979/Reißen
- WM-Silbermedaillen: 1978/Stoßen – 1980/Reißen
- WM-Bronzemedaillen: 1977/Reißen
- EM-Goldmedaillen: 1979/Reißen
- EM-Silbermedaillen: 1977/Reißen – 1979/Stoßen
- EM-Bronzemedaillen: 1977/Stoßen

## Erläuterungen
- alle Wettkämpfe im Zweikampf, bestehend aus Reißen und Stoßen,
- OS = Olympische Spiele,
- WM = Weltmeisterschaft,
- EM = Europameisterschaft,
- Bantamgewicht, damals bis 56 kg Körpergewicht,
- Federgewicht, damals bis 60 kg Körpergewicht,
- die Ergebnisse der Olympischen Spiele von 1980 galten gleichzeitig als Weltmeisterschaft